# Zuidelijke glanslibel
De zuidelijke glanslibel (Somatochlora meridionalis) is een echte libel uit de familie van de glanslibellen (Corduliidae). De wetenschappelijke naam van de soort werd in 1935 gepubliceerd door Cesare Nielsen. De Nederlandstalige naam is ontleend aan Libellen van Europa.

## Veldkenmerken
Deze soort vervangt de metaalglanslibel (Somatochlora metallica) in Zuidoost-Europa, en lijkt sterk op die soort. Het onderscheid (alleen van dichtbij te zien bij rustende exemplaren) is dat de zijkant van het borststuk een of twee gele vlekjes draagt. De pterostigma's zijn gemiddeld donkerder (bijna zwart) dan die van de metaalglanslibel.

## Verspreiding
De soort komt voor in Zuidoost-Europa, vanaf Oostenrijk en Hongarije zuidelijker tot Midden-Italië, de Balkan en heel Griekenland. Waar de soort (in het noorden van het verspreidingsgebied) samen met de metaalglanslibel voorkomt, is deze laatste doorgaans op grotere hoogte te vinden dan de zuidelijke glanslibel.